# Α-Каприкорниди
α-Каприкорниди су метеорски рој активан у јулу и првој половини августа. ЗХР овог роја је релативно константан (око 4 у максимуму), осим што је 1984. године био нешто виши (8 — 12) и са нешто сјајнијим метеорима. На основу орбиталних елемената метеороида, претпостављено је постојање подструктура унутар роја, које би одговарале кометама 45P/Honda-Mrkos-Pajdušáková, 72P/Denning-Fujikawa, 141P/Mancholz 2 и C/1457 L1, али и астероидима 2101 Адонис и 9162 Квила. На умереним и вишим северним географским ширинама, радијант остаје релативно ниско над хоризонтом, у бољој позицији су посматрачи из тропских и суптропских предела. Врло близу је и псеудорадијант антихелионида, па је потребна пажња у раздвајању метеора ова два извора, у чему може да помогне релативно мала брзина α-Каприкорнида и већи број сјаних метеора.